# 王刚 (1958年)
王刚（1958年11月—），男，汉族，辽宁省新金县（今普兰店区）人，中国生物学家、政治人物，中国民主促进会会员。第十一届全国政协委员，民进十二届中央常委。

## 生平
1976年7月参加工作，1976年至1978年，在四川省夹江县甘霖茶场下乡。1978年至1982年，在西南农学院园艺系学习。1982年至1990年，任西南农业大学教师。1990年至1998年，先后成为日本国立静冈大学、岐阜大学硕士、博士研究生，毕业于日本国立岐阜大学生物资源化学专业，取得研究生学历，获得博士学位，随后继续作博士后研究。
1998年起，任河北师范大学生物系教授、副主任、生命科学学院副院长。2000年，任民进河北省委副主委、民进石家庄市委副主委。2001年升任民进石家庄市委主委。2002年任河北师范大学研究生院常务副院长。2003年任石家庄市人民政府副市长。2007年升任民进河北省委主委。2008年，任河北省政协副主席，民进河北省委主委，河北省科学院院长。2009年起，不再担任民进石家庄市委主委。
2013年3月，当选第十二届全国人大常委会委员。2018年2月24日，当选为第十三届全国人大代表。